# Картозия, Николай Борисович
Никола́й Бори́сович Карто́зия (род. 5 мая 1978, Москва) — российский телевизионный деятель, медиаменеджер, журналист, продюсер, сценарист, композитор, актёр. Генеральный директор телеканалов «Пятница!» (с 1 июня 2013 года) и «Супер»/«Суббота» (с октября 2020 года).

## Биография
Николай Картозия родился 5 мая 1978 года в Москве, в семье специалиста в области шахтного и подземного строительства Бориса Арнольдовича Картозии (род. 23 ноября 1940), доктора технических наук, профессора, академика РАЕН и Академии горных наук Украины, лауреата Государственной премии, премии им. А. А. Скочинского. Мать — Алла Леонидовна Якобсон-Картозия (род. 24 декабря 1939), кандидат технических наук, специалист в области скрытых процессов в недрах земли.

### Образование
В 1995 году окончил Московскую школу № 637 (ныне ГБОУ «Школа № 1465 имени адмирала Н. Г. Кузнецова»). Поступил на факультет журналистики МГУ и окончил его в 2000 году. Параллельно с учёбой сотрудничал с агентством «Интермедиа». Обучался в аспирантуре. Сфера научных интересов — когнитивная лингвистика. Научный руководитель — Михаил Абрамович Штудинер.

### Телевидение
На телевидении впервые появился в 1996 году в программе «Акулы пера» на ТВ-6. Официально работает на телевидении с 1999 года. С 2000 года работал корреспондентом и шеф-редактором программы «Вести» на телеканале РТР.
В 2001 году переходит на НТВ. В 2001—2004 годах — шеф-редактор программы Леонида Парфёнова «Намедни» на телеканале НТВ.
В 2004—2006 годах — редактор в Дирекции информационного вещания НТВ, шеф-редактор отдела специальных проектов. С 2004 по 2008 год также работал шеф-редактором рубрики «Профессия — репортёр».
В 2006—2012 годах — глава Дирекции праймового вещания НТВ.
Картозия принимал участие в создании таких программ, как «Программа максимум», «Чета Пиночетов», «Главный герой», «Ты смешной!», «Русские сенсации», «Русские не сдаются!», «Ты — суперстар», «Центральное телевидение», «НТВшники», «Моя исповедь», «Победить рак», «История всероссийского обмана», «Последнее слово», «Научные детективы Павла Лобкова» и др.
В январе 2012 года покинул телеканал НТВ. При этом до 23 декабря продолжал работу над программой «Центральное телевидение» в качестве независимого сотрудника.
14 июня 2012 года назначен президентом телевизионного холдинга «ПрофМедиа ТВ», в который входили телеканалы 2x2, ТВ-3 и MTV Россия. С июня 2012 по май 2013 года — генеральный директор телеканала MTV Россия, сменил на занимаемом посту Романа Саркисова.
В июне 2013 года запустил новый развлекательный телеканал «Пятница!» на частоте бывшего MTV Россия. Является автором поэтического телепроекта «Живые», ставшего одной из первых передач телеканала.
Вместе с корреспондентом телеканала «Дождь» Антоном Желновым является автором документального фильма «Бродский не поэт» (показан 24 мая 2015 года на «Первом канале»). Фильм удостоен премии ТЭФИ-2015 в номинации «Документальный проект».
10 февраля 2017 года на «Первом канале» был показан фильм «Саша Соколов. Последний русский писатель», авторами которого также стали Картозия и Желнов.
С осени 2020 года был ответственен за переформатирование телеканала «Супер»: начиная с 1 февраля 2021 года он получил название «Суббота» и стал ориентироваться на женскую аудиторию.

## Судебные разбирательства
В декабре 2024 года на Картозию подал судебный иск о защите чести и достоинства режиссёр Сарик Андреасян.

## Личная жизнь
Увлекается аквабайком. Любит поэзию. Пишет фортепианную музыку «для себя». Не женат.

## Награды
- Премия Правительства Российской Федерации в области СМИ (13 декабря 2017 года) — за новые творческие форматы телевидения[30]
- ТЭФИ (3 октября 2018 года) — в номинации «Телевизионный продюсер сезона» в категории «Вечерний прайм»[31]